# Jessa Rhodes

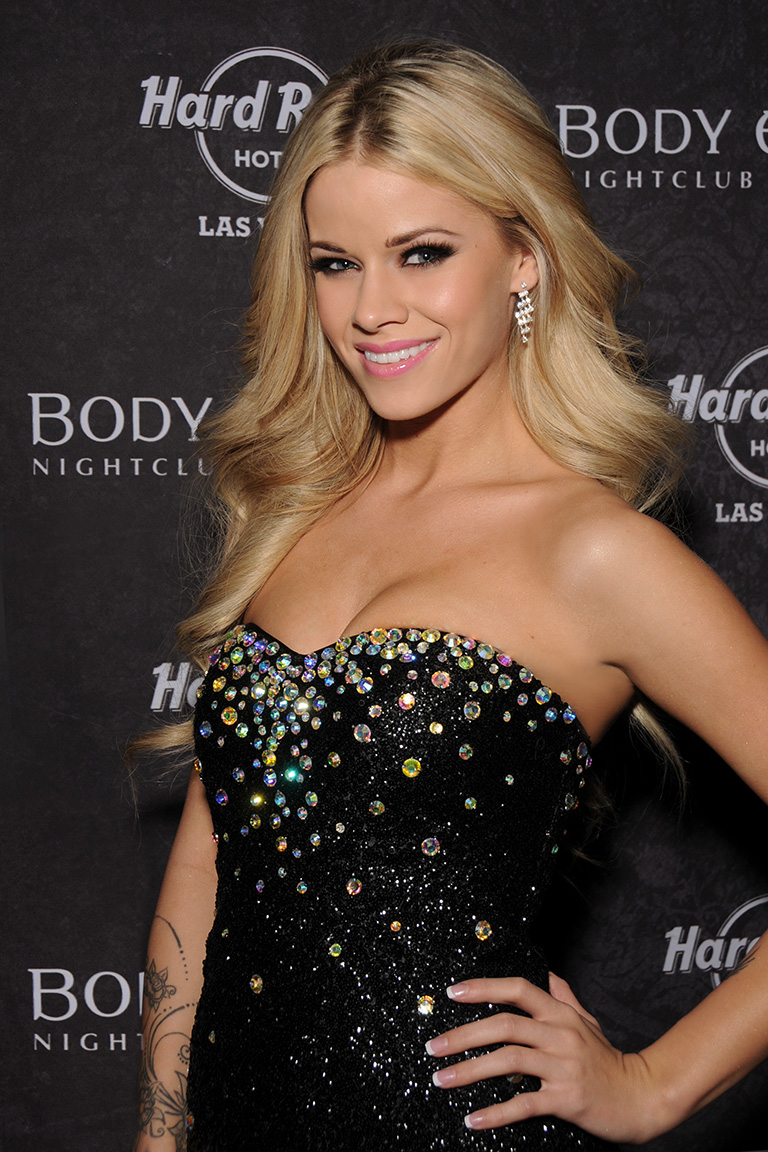
Jessa Rhodes (2014)

Jessa Rhodes (* 29. Juni 1993 in Portland, Oregon als MaryJane Clark, bürgerlich MaryJane Watson) ist eine ehemalige US-amerikanische Pornodarstellerin.

## Leben
Rhodes ist in einer ländlichen Gegend in Oregon aufgewachsen. Sie ist norwegischer Abstammung und die jüngste von sieben Geschwistern. Bis zur sechsten Klasse wurde sie zu Hause unterrichtet.
Rhodes begann im Alter von 17 Jahren als Stripperin zu arbeiten. Bevor sie Pornofilme drehte, hat sie auch als Aktmodell gearbeitet. Während ihrer späteren Zeit als Webcam-Model, wurde sie von einem Agenten entdeckt. Ihre Karriere in der Adult-Filmindustrie begann sie im August 2012, kurz nach ihrem neunzehnten Geburtstag. Ihre erste Szene drehte sie mit J. Mac für Reality Kings in Miami. Der Name ‚Jessa‘ in ihrem Künstlernamen wurde von ihrem Agenten gewählt, der meinte, sie habe Ähnlichkeit mit dem Juli 2011 Playboy-Playmate Jessa Hinton. Der zweite Teil ‚Rhodes‘ wurde aus dem Rhodes-Piano abgeleitet.
Im Jahr 2013 erschien Rhodes neben den Darstellerinnen Lisa Ann, Tera Patrick, Rikki Six und Jayden Jaymes im Musikvideo für den Song Dead Bite von Hollywood Undead. Rhodes wurde auf der CNBC-Liste „The Dirty Dozen: Porn’s biggest stars“ des Jahres 2015 geführt.
2022 wurde sie Mutter eines Sohnes.

## Auszeichnungen
- 2015: XBIZ Award – Best Supporting Actress in Second Chances[3]

## Filmografie (Auswahl)
- 2012: College Girls Like It Dirty
- 2012: Hall Pass Ass

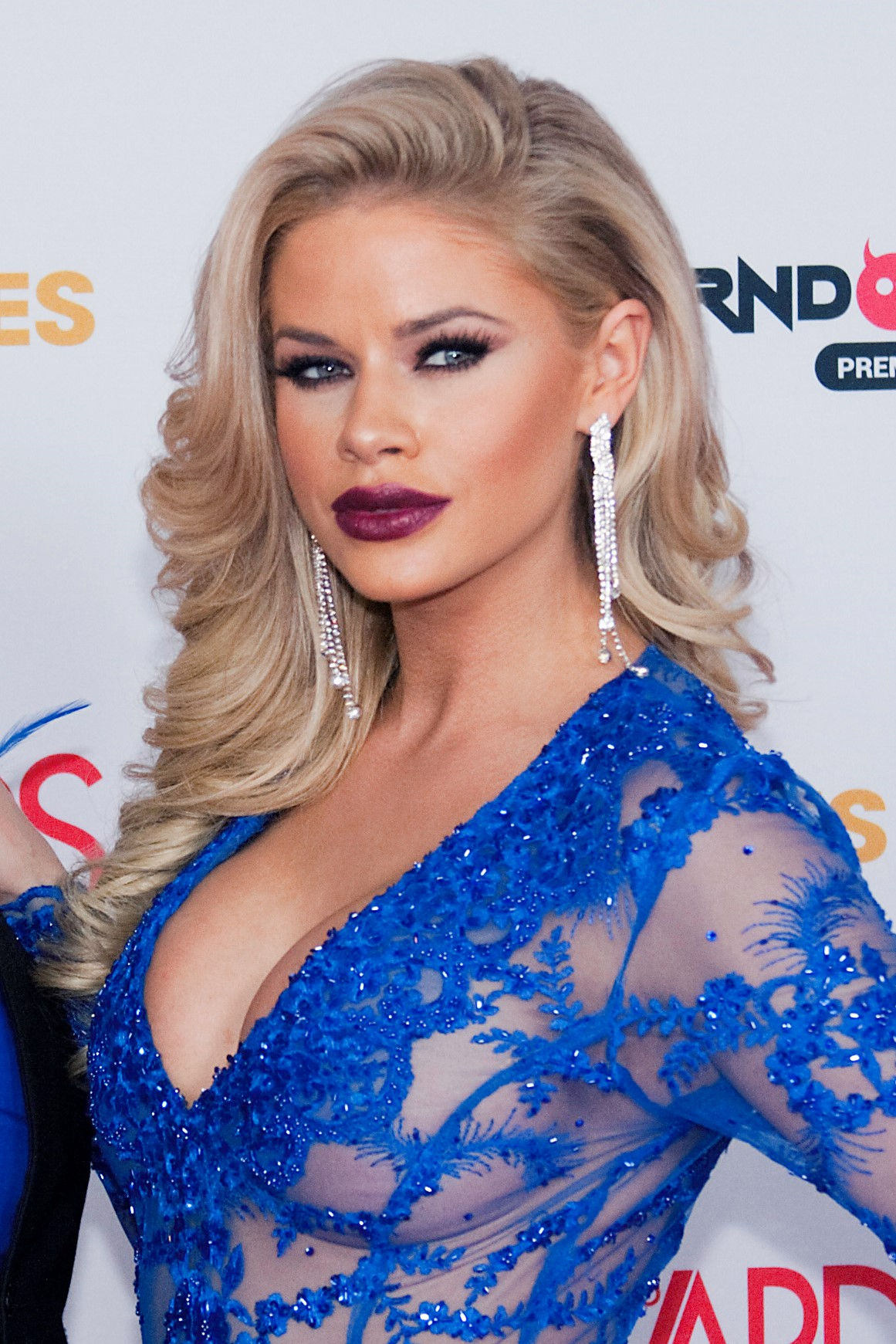
Jessa Rhodes, 2016

- 2012: Newbie Jessa Rhodes Goes Balls Deep
- 2013: Bikini Outlaws
- 2013: Facesitting Tales
- 2013: Fishnets 12
- 2013: Kittens & Cougars 7
- 2013: Love Boat XXX: a Parody
- 2013: Only Teen Blowjobs 24
- 2013: Nylons 12
- 2013: Teens in Tight Jeans 4
- 2013: Women Seeking Women 98
- 2014: Bedtime Footjob
- 2014: Erotic Massage Stories 4
- 2014: Fantasy Solos 9
- 2014: Second Chances
- 2014: Her First Lesbian Massage 2
- 2014: Sisters of Anarchy
- 2014: Moms Bang Teens 9
- 2014: The Sexual Liberation of Anna Lee
- 2015: Magic Mike XXXL: A Hardcore Parody
- 2016: Oil Overload 15
- 2016: Bang POV 2
- 2016: The Preacher’s Daughter
- 2016: Raw Cuts: School Sucks
- 2016: The Bombshells 7
- 2017: Busty Anal Workout
- 2017: Face Fucked 6
- 2017: Jessa Rhodes Fuck A Fan
- 2017: Jessa Rhodes POV Blowjob
- 2017: Kendra and Jessa Become Better Friends
- 2017: Meet My Girlfriend
- 2017: Power Bangers: A XXX Parody (Webserie, 1 Episode)
- 2017: Sit On My Face
- 2017: Justice League XXX: An Axel Braun Parody
- 2017: Perfect Pussy 2
- 2017: Picture Perfect Pussy
- 2017: Housewife 1 On 1 46
- 2017: Real Girlfriends: Jessa and Cali
- 2018: The Art of Anal Sex 7
- 2018: Backdoor Beauties 10
- 2018: Big Mouthfuls 37
- 2018: Cum on my Feet
- 2018: Footsie Babes: More Foot Fetish 12
- 2018: Jessabelle
- 2018: Jessabelle II
- 2018: Meet the Fuckers
- 2018: Anal Behavior 2
- 2018: Anal Beauty 11
- 2018: Artcore: Anal
- 2018: After Dark
- 2018: True Anal Access
- 2019: Swimsuit Calendar Girls 2019
- 2019: They Come In Peace
- 2019: Tushy Raw 8
- 2019: Tonight’s Girlfriend 81
- 2019: Pure Sexual Attraction 12
- 2019: Interracial Icon 13
- 2019: Toe Sucking Pussy Fucking
- 2020: Bang POV 15
- 2020: Momma Loves Black Cock
- 2020: Fill Me Up Johnny
- 2020: My Friend’s Hot Girl 33
- 2021–2022: Baby Got Boobs 20, 22, 24
- 2021: Overworked Titties 10, 11
- 2021: Pornstars Like It Big 22
- 2021: My Friend’s Hot Mom
- 2021: Cum in My Pussy Compilation
- 2022: I Love Porn